# Ephydra japonica
Ephydra japonica är en tvåvingeart som beskrevs av Ichiro Miyagi 1966. Ephydra japonica ingår i släktet Ephydra och familjen vattenflugor. Inga underarter finns listade i Catalogue of Life.